# Эското, Насарио
Насарио Эското (исп. Nazario Escoto; 1810—1880) — никарагуанский адвокат и политик, возглавлявший повстанческое правительство страны в 1855 году.

## Биография
В 1853 году Фруто Чаморро, бывший кандидатом от консервативной Легитимистской партии, выиграл выборы главы государства, после чего немедленно перенёс столицу из Манагуа в служившую оплотом консерваторам Гранаду, созвал там в отсутствие либералов Конституционную Ассамблею и принял новую Конституцию, а свой пост переименовал из «Верховного директора» в «Президента». В ответ на это либералы из Леона в мае 1854 года подняли восстание и образовали своё правительство, избрав Верховным директором Франсиско Кастельона (который в 1853 году проиграл Чаморро). В связи с тем, что либералам не удалось взять Гранаду, а ситуация на поле боя начала постепенно складываться в пользу консерваторов, Кастельон нанял в США 200 наёмников во главе с авантюристом Уильямом Уокером.
В сентябре 1855 года Франсиско Кастельон заболел холерой, и 2 сентября передал полномочия главы государства Насарио Эското, а 8 сентября скончался. 13 октября Уокер взял Гранаду, а 23 октября подписал с возглавлявшим армию легитимистов Понсиано Корралем «Соглашение о мире», в соответствии с которым боевые действия прекращались, а временным президентом страны на период не более 14 месяцев становился Патрисио Ривас. Преемник Фруто Чаморро Хосе Мария Эстрада, считавший себя законным президентом страны, заявил протест и отправился в изгнание в Гондурас.
25 октября 1855 года Патрисио Ривас вступил в должность президента, в результате чего завершились полномочия Насарио Эското — последнего человека в истории Никарагуа, носившего титул «Верховного директора».